# Utetheisa amabilis
Utetheisa amabilis är en fjärilsart som beskrevs av Susan Trost 1801. Utetheisa amabilis ingår i släktet Utetheisa och familjen björnspinnare. Inga underarter finns listade i Catalogue of Life.